# 玉湯川
玉湯川（たまゆがわ）は、島根県松江市玉湯町を流れる斐伊川水系の川。宍道湖に注ぐ。流域を島根県道25号玉湯吾妻山線が沿う。下流域では国道9号、山陰本線、山陰自動車道が川を跨ぎ、周囲に玉造温泉駅、宍道湖サービスエリアがある。河口から2キロほど上流には、玉造温泉街が両岸に広がり、沿岸の桜並木は「全国お花見900景」に指定されている。